# Курекюласька сільська рада
Ку́рекюласька сільська рада (ест. Kureküla külanõukogu, рос. Курекюлаский сельский совет) — сільська рада в Естонській РСР, адміністративно-територіальна одиниця в складі повіту Тартумаа (1945—1950) та Елваського району (1950—1954).

## Історія
13 вересня 1945 року на території волості Ранну в Тартуському повіті утворена Курекюласька сільська рада з центром у селі Ноорма. Головою сільської ради обраний Александер Колк (Aleksander Kolk), секретарем — Ільме Колк (Ilme Kolk).
26 вересня 1950 року, після скасування в Естонській РСР повітового та волосного поділу, сільська рада ввійшла до складу новоутвореного Елваського сільського району.
17 червня 1954 року в процесі укрупнення сільських рад Естонської РСР Курекюласька сільська рада ліквідована. Її територія склала центральну частину Раннуської сільської ради.